# Límite de detección
El límite de detección (LOD, del inglés Limit of detection) es la menor cantidad de un analito cuya señal puede distinguirse de la del ruido. El límite de detección (LDD) se define habitualmente como la cantidad o concentración mínima de sustancia que puede ser detectada con fiabilidad por un método analítico determinado. Intuitivamente, el LDD sería la concentración mínima obtenida a partir de la medida de una muestra (que contiene el analito) que puede distinguirse de la concentración obtenida a partir de la medida de un blanco, es decir, de una muestra sin analito presente.